# USS St. Lo (CVE-63)
El USS St. Lo (CVE–63) fue un portaaviones escolta de la Armada de los Estados Unidos durante la Segunda Guerra Mundial. El 25 de octubre de 1944 el St. Lo se convirtió en el primer barco de guerra hundido como resultado de un ataque kamikaze durante la batalla del Golfo de Leyte.

## Primeros días
El St. Lo fue botado como Chapin Bay el 23 de enero de 1943; renombrado como Midway el 3 de abril de 1943  y renombrado finalmente como St. Lo el 10 de octubre de 1944.
Después de un viaje de reconocimiento por la costa oeste, un par de viajes a Pearl Harbor y uno a Australia, el St. Lo se unió a las fuerzas del almirante Gerald F. Bogan en junio con el objetivo de conquistar las Islas Marianas. Proveyó de aviones de cobertura aérea para los transportes y participó en los ataques en Saipán del 15 de junio.  
El 13 de julio partió hacia Eniwetok para reabastecerse antes de unirse al ataque contra Tinián del 23 de julio, donde permaneció hasta el día 28. El St. Lo permaneció anclado en Eniwetok hasta el día 9 de agosto, desde donde zarpó hacia las Islas del Almirantazgo y arribó el día 13 de ese mismo mes.

## Batalla del Golfo de Leyte

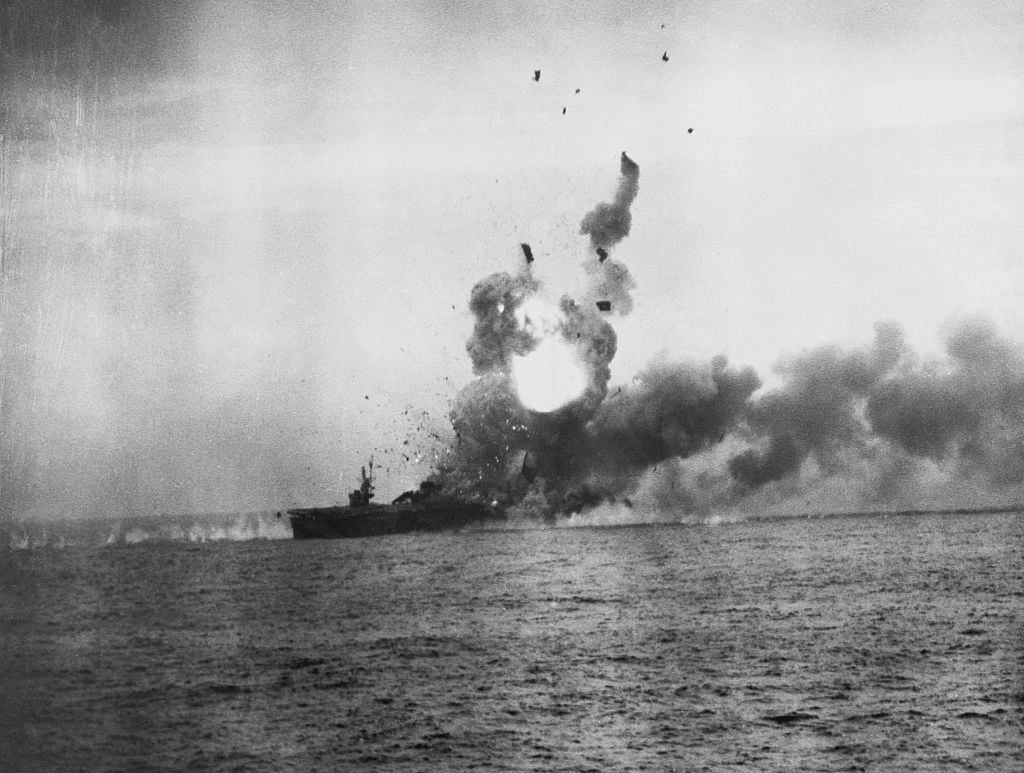
Un avión kamikaze golpea al St. Lo

El St. Lo salió del puerto de Seeadler el 12 de octubre para participar en la liberación del Golfo de Leyte. Después de recibir instrucciones de proveer cobertura aérea durante el bombardeo y desembarco del personal a bordo de los transportes anfibios, llegó a las costas el día 18. 
A las 10:47, la Task Force se encontraba bajo el ataque concentrado de la Unidad Especial de Ataque Shikishima. Durante el enfrentamiento de 40 minutos con los kamikazes, todos los portaaviones de escolta excepto el USS Fanshaw Bay fueron dañados. Un A6M Zero, posiblemente pilotado por el teniente Yukio Seki, se estrelló sobre la cubierta de vuelo del St. Lo a las 10:51. Sus bombas penetraron la cubierta de vuelo y explotaron en la cubierta de hangares, en la que los aviones estaban en proceso de reabastecimiento de combustible y municiones. Se produjo una explosión causada por la gasolina, seguida de seis explosiones secundarias, incluidas las detonaciones de los torpedos y bombas que transportaba el buque. El St. Lo se vio envuelto en llamas y se hundió apenas media hora después. 
De los 889 hombres a bordo, 113 murieron o desaparecieron, y aproximadamente otros 30 murieron por las heridas recibidas. Los supervivientes fueron rescatados del agua por las tripulaciones de los buques USS Heermann, USS John C. Butler, USS Raymond y USS Dennis, que subieron a bordo a 434 supervivientes.